# Estación Caraza
Villa Caraza es una estación ferroviaria de la localidad de Lanús, en el partido homónimo, Provincia de Buenos Aires, Argentina. Dejó de operar en 2017 con el cese de operaciones del ramal, tras un descarrilamiento ocurrido en la estación Puente Alsina

## Servicios
La estación corresponde al Ferrocarril General Manuel Belgrano de la red ferroviaria argentina, en el ramal de la línea Belgrano Sur que conecta las terminales Puente Alsina y Aldo Bonzi. A partir del año 2015 era operada por la empresa estatal Trenes Argentinos. 
El 4 de agosto de 2017 el operador suspendió los servicios debido a un anegamiento de vías que provocó el descarrilamiento de una formación a la altura de la estación Puente Alsina. Desde ese momento no hubo más servicios ferroviarios en este ramal de vía única.
No existe fecha de clausura definitiva, sino que se marca la fecha en que el tren dejó de circular. Actualmente el servicio se encuentra interrumpido por seguridad operativa debido al mal estado de vías y asentamientos ilegales cercanos a las vías, según la empresa estatal Trenes Argentinos se provee una pronta restitución del servicio.
La empresa Trenes Argentinos decidió blanquear el cierre del ramal provisoriamente haciendo un servicio desde Libertad hasta Kilómetro 12 con próximo servicio a la estación de La Salada.
En la actualidad el ramal es conservado por una organización de vecinos y usuarios del ramal Puente Alsina-Aldo Bonzi, en donde desempeñan distintas tareas de mantenimiento para no perder la traza ferroviaria.
Debido a reiterados reclamos por parte de vecinos, usuarios del ferrocarril, organizaciones sociales, Honorable Consejo Deliberante de Lomas de Zamora y la Cámara de Diputados las autoridades como Mario Meoni (Ministro de Transporte), Martín Marinucci (Presidente de Trenes Argentinos Operaciones) y Daniel Novoa (Presidente de la línea Belgrano Sur) decidieron incluir en el proyecto la reactivación de este ramal suspendido ya hace más de 3 años. Las mismas autoridades fueron consultadas mediante una videoconferencia para los alumnos ferroviarios de diferentes universidades, entre ellas la Universidad de Lanús y la Universidad de Lomas de Zamora, Universidad de San Martín, entre otras.
A su vez Daniel Novoa expresó la necesidad de esta línea ferroviaria y llegó al acuerdo entre el Municipio de Lomas de Zamora para la pronta recuperación del ramal e incluir un plan de vivienda para las 1600 familias instaladas a lo largo de la traza ferroviaria. A su vez indicó que llevará tiempo y recursos ya que es un ramal que se tendría que reestructurar todo de cero con una renovación total de vías, terraplenes y desagües.
Martín Marinucci expresó la colaboración con Martín Insaurralde para el plan de reubicación del barrio de emergencia instalado sobre terrenos ferroviarios, inclusive presentó un proyecto para la recuperación del espacio público lindero a la traza ferroviaria.
Hasta la actualidad se utilizaba uno, ya que la segunda vía se encontraba inutilizada. Es una de las estaciones del ramal que ha sido demolida desde la clausura de años atrás. Conserva los cuatro carteles nomencladores, al igual que la Estación Puente Alsina. Actualmente ya no se consideraría estación sino un apeadero ya que no quedan estructuras ni edificios.        
Parque Lineal
A mediados del 2019 el tramo entre las estaciones de Villa Caraza y Villa Diamante fue transferido al Municipio de Lanús para la construcción de un parque lineal alrededor de la traza. Esta sección, aparte de cargar con precariedad e irregularidad, tuvo la característica de que la ADIF, que es por definición la titular de la infraestructura y encargada de velar por su integridad Ferroviaria Argentina, no intervino en ningún punto del proceso. Este caso mostraría con gran relevancia la descoordinación y ausencia de la autoridad sobre la Red Ferroviaria Argentina ante la inactividad de la empresa madre Ferrocarriles Argentinos (actual Trenes Argentinos), recreada en 2015 a ese efecto pero que la gestión de Dietrich mantuvo desactivada y la actual no logra poner en marcha ningún plan, dejando en incertidumbre el estado del Ramal.     
En la actualidad parte del andén se encuentra una delegación del ANSES y una pequeña plaza donde el intendente de Lanús  Néstor Grindetti no cumplió ni respetó los gálibos permitidos y dijo públicamente que el tren no volvería más, además la Secretaría de Espacios Públicos del mismo Municipio decidió desmontar la vía segunda y ocultar la vía principal.
Actualmente el Intendente de Lanús Néstor Grindetti se encuentra bajo proceso judicial conjuntamente con el secretario de obras públicas Carlos Ortiz quién habría sido el partícipe de los atentados contra el ferrocarril dentro de la localidad de Villa Caraza cuyas obras no respetaron los contratos definidos por las autoridades ferroviarias y que actualmente están siendo investigadas por la justicia por un supuesto arreglo monetario entre empresas contratistas con la Intendencia del Partido de Lanús.  
Inlcusive Néstor Grindetti cedió parte de terrenos ferroviarios a la Agrupación Lanús Renace cuya base ilegal son los terrenos del ferrocarril e inclusive han tapado la vía principal con micros y maquinarias. La misma toma Municipal se encuentra en Gobernador Oliden y Pasaje la vía en la Localidad de Villa Caraza. El mismo asentamiento fue denunciado por vecinos y concejales del Frente de Todos.